# دادلی اندرو
جیمز دادلی اندرو (زاده ۲۸ ژوئیه ۱۹۴۵) نظریه‌پرداز فیلم آمریکایی است. او استاد سینما و ادبیات تطبیقی در دانشگاه ییل است و از سال ۲۰۰۰ به تدریس در آن دانشگاه مشغول است. او قبل از رفتن به ییل، سی سال در دانشگاه آیووا تدریس کرد. اندرو به عنوان «یکی از تأثیرگذارترین محققان در حوزه‌های نظریه، تاریخ و نقد» شناخته شده‌است. او به ویژه در سینمای جهان، تئوری و زیبایی‌شناسی فیلم و سینمای فرانسه تخصص دارد. او همچنین دربارهٔ سینمای ژاپن به ویژه آثار کنجی میزوگوچی قلم زده‌است. به او بورسیه تحصیلی گوگنهایم اعطا شده و از طرف وزارت فرهنگ فرانسه به درجه افیسیه نشان هنر و ادب نائل شده‌است. او در سال ۲۰۰۶ به عنوان عضو آکادمی هنر و علوم آمریکا انتخاب گردید. همچنین در سال ۲۰۱۱، جایزه دستاورد برجسته کاری از انجمن مطالعات سینما و رسانه را دریافت کرد. او همچنین در برخی کشورهایی که آثارش ترجمه شده و به عنوان کتاب مرجع مطالعات سینمایی استفاده گردیده، مورد تجلیل قرار گرفته‌است. در آذرماه ۱۳۹۹، دانشگاه تهران با حضور وی به عنوان سخنران اصلی جلسه بزرگداشت دادلی اندرو را برگزار کرد. در این جلسه، نادیا مفتونی، اندرو را پژوهشگری موفق در شکل‌دهی به یک رشته دانشگاهی کاملاً جدید خواند. دادلی اندرو در حال حاضر رئیس دپارتمان ادبیات تطبیقی دانشگاه ییل است.

## نوشتارهای منتخب
- نظریه‌های اصلی فیلم آکسفورد، نیویورک: انتشارات دانشگاه آکسفورد، ۱۹۷۶.
- آندره بازن. نیویورک: انتشارات دانشگاه آکسفورد، ۱۹۷۸.شابک ‎۰-۱۹-۵۰۲۱۶۵-۷
- مفاهیم در نظریه فیلم آکسفورد، نیویورک: انتشارات دانشگاه آکسفورد، ۱۹۸۴.
- فیلم در هاله هنر. پرینستون: انتشارات دانشگاه پرینستون، ۱۹۸۶
- نفس تنگ: ژان لوک گدار، کارگردان. (Rutgers Films in Print Series). انتشارات دانشگاه راتگرز، ۱۹۸۸.
- Mists of Regret: فرهنگ و حساسیت در فیلم کلاسیک فرانسوی. پرینستون: انتشارات دانشگاه پرینستون، ۱۹۹۵.شابک ‎۰−۶۹۱−۰۰۸۸۳−۳شابک 0-691-00883-3
- ویراستار، تصویر در منازعه: هنر و سینما در عصر عکاسی. آستین: انتشارات دانشگاه تگزاس، ۱۹۹۷.
- نویسنده مشترک با کارول کاوانا. Sansho Dayu (Sansho the Bailiff) (BFI Film Classics). مؤسسه فیلم بریتانیا، ۲۰۰۰.شابک ‎۰−۸۵۱۷۰−۵۴۱−۳شابک 0-85170-541-3
- نویسنده مشترک با استیون اونگار. جبهه مردمی پاریس و شاعرانگی فرهنگ. کمبریج: انتشارات دانشگاه هاروارد، ۲۰۰۵.
- سینما چیست! انگلستان: ویلی بلکول، ۲۰۱۰
- سردبیر، افتتاحیه بازن: نظریه فیلم پس از جنگ و زندگی پس از آن. انتشارات دانشگاه آکسفورد، ۲۰۱۱
- ویراستار و مترجم، رسانه جدید آندره بازن. انتشارات دانشگاه کالیفرنیا، ۲۰۱۴